# Lasioglossum margelanicum
Lasioglossum margelanicum là một loài Hymenoptera trong họ Halictidae. Loài này được Ebmer mô tả khoa học năm 1972.